# Florian Wirtz
Florian Richard Wirtz (n. 3 mai 2003, Pulheim, Renania de Nord-Westfalia, Germania) este un fotbalist german, care joacă pe post de mijlocaș la Liverpool în Premier League. Pe plan internațional, are prezențe la națională pentru Germania U15⁠(d), Germania U16⁠(d), Germania U17⁠(d), Germania Sub-21⁠(d) și Germania.
Este considerat unul dintre cei mai buni jucători tineri din lume.

## Cariera pe echipe
Considerat un mare talent viitor în fotbalul german, Wirtz s-a alăturat echipei de tineret a lui 1. FC Köln în 2010, unde a rămas până când a fost semnat de Bayer Leverkusen în ianuarie 2020.

### Bayer Leverkusen

#### 2020–2021: primii ani și recorduri doborâte
După ce a impresionat la echipa sub 17 ani, Wirtz și-a făcut debutul profesionist cu Leverkusen în Bundesliga pe 18 mai 2020, începând ca titular într-un meci în deplasare împotriva lui Werder Bremen. Făcând acest lucru, l-a depășit pe Kai Havertz ca cel mai tânăr jucător al lui Leverkusen din campionat, la vârsta de 17 ani și 15 zile. Pe 6 iunie, Wirtz a marcat primul său gol pentru Leverkusen în minutul 89 al înfrângerii cu 4-2 pe teren propriu împotriva lui Bayern München, făcându-l pe Wirtz cel mai tânăr marcator din istoria Bundesliga la vârsta de 17 ani și 34 de zile. Acest record avea să fie depășit ulterior de Youssoufa Moukoko la mai puțin de un an mai târziu, în vârstă de 16 ani și 28 de zile. Pe 22 octombrie, a marcat primul său gol în competițiile europene într-o victorie cu 6-2 împotriva lui Nice în Europa League 2020-21.
Wirtz a semnat o prelungire a contractului cu Leverkusen pe 23 decembrie 2020, prelungindu-și contractul până în 2023. Pe 19 ianuarie 2021, a marcat golul câștigător în minutul 80 al victoriei cu 2-1 a lui Leverkusen pe teren propriu împotriva lui Borussia Dortmund. Wirtz a marcat al cincilea gol din carieră în Bundesliga într-o victorie cu 5-2 împotriva lui VfB Stuttgart pe 6 februarie, devenind primul jucător din istoria campionatului care a atins acest record înainte de a împlini optsprezece ani. Și-a prelungit contractul până în 2026 pe 3 mai 2021, ziua în care a împlinit 18 ani. Pe 28 noiembrie 2021, Wirtz a marcat al cincilea gol al sezonului în Bundesliga într-o victorie cu 1–3 împotriva lui RB Leipzig, devenind primul jucător sub 19 ani care a marcat mai mult de zece goluri în Bundesliga. Pe 15 decembrie, a devenit cel mai tânăr jucător care a ajuns la 50 de apariții în Bundesliga împotriva lui Hoffenheim, la vârsta de 18 ani și 223 de zile.

#### 2022 – 2025
Pe 13 martie 2022, Wirtz și-a rupt ligamentul încrucișat anterior într-o înfrângere cu 1-0 împotriva lui 1. FC Köln, de aceea a ratat restul sezonului Bundesliga 2021-22. Pe 22 ianuarie 2023, a jucat primul său meci competitiv în zece luni, intrând de pe bancă, într-o victorie cu 3-2 în deplasare împotriva lui Borussia Mönchengladbach. Pe 26 octombrie 2023, a marcat un gol și a oferit un hat-trick de asisturi într-o victorie cu 5–1 asupra lui Qarabağ în faza grupelor din Europa League 2023–24.

### Liverpool
Pe 20 iunie 2025, Wirtz a fost achiziționat de Liverpool din Premier League cu care a semnat un contract pentru cinci sezoane. Suma de achiziție este estimată de presă la 100 de milioane de lire sterline (117,5 milioane euro) cu 16 milioane de lire sterline (18,8 milioane euro) în bonusuri. El devine astfel cel mai scump jucător vândut vreodată din Bundesliga (depășind recordul stabilit anterior de Ousmane Dembélé). Suma reprezintă de asemenea un record de achiziție pentru Liverpool și ar putea fi un nou record pentru fotbalul britanic dacă vor fi activate toate bonusurile.

## Cariera la națională
Wirtz a primit prima convocare la echipa de seniori pentru calificările la Campionatul Mondial de Fotbal din 2022 în martie 2021. Și-a făcut debutul pe 2 septembrie într-un meci de calificare la Campionatul Mondial împotriva Liechtensteinului, o victorie cu 2-0 în deplasare. L-a înlocuit pe Joshua Kimmich în minutul 82. În mai 2022, antrenorul național german Hansi Flick și-a exprimat dorința de a-l include pe Wirtz în echipa finală pentru Campionatul Mondial din 2022, dar a ratat turneul din cauza accidentării sale.

## Stilul de joc
Wirtz este un mijlocaș ofensiv, deși poate juca și pe banda stângă ca lateral inversat. Are o mentalitate ofensivă marcată și este un mijlocaș foarte dinamic, care acoperă mult teren.

## Statistici privind cariera

### Club
La 17 mai 2025.
| Club             | Sezon         | Ligă           | Ligă    | Ligă   | Cupa    | Cupa   | Cupa Ligii | Cupa Ligii | Europa  | Europa | Alte competiții | Alte competiții | Total   | Total  |
| Club             | Sezon         | Divizia        | Meciuri | Goluri | Meciuri | Goluri | Meciuri    | Goluri     | Meciuri | Goluri | Meciuri         | Goluri          | Meciuri | Goluri |
| ---------------- | ------------- | -------------- | ------- | ------ | ------- | ------ | ---------- | ---------- | ------- | ------ | --------------- | --------------- | ------- | ------ |
| Bayer Leverkusen | 2019–20       | Bundesliga     | 7       | 1      | 1       | 0      | —          | —          | 1       | 0      | —               | —               | 9       | 1      |
| Bayer Leverkusen | 2020–21       | Bundesliga     | 29      | 5      | 2       | 1      | —          | —          | 7       | 2      | —               | —               | 38      | 8      |
| Bayer Leverkusen | 2021–22       | Bundesliga     | 24      | 7      | 1       | 0      | —          | —          | 6       | 3      | —               | —               | 31      | 10     |
| Bayer Leverkusen | 2022–23       | Bundesliga     | 17      | 1      | 0       | 0      | —          | —          | 8       | 3      | —               | —               | 25      | 4      |
| Bayer Leverkusen | 2023–24       | Bundesliga     | 32      | 11     | 6       | 3      | —          | —          | 11      | 4      | —               | —               | 49      | 18     |
| Bayer Leverkusen | 2024–25       | Bundesliga     | 31      | 10     | 4       | 0      | —          | —          | 9       | 6      | 1               | 0               | 45      | 16     |
| Bayer Leverkusen | Total         | Total          | 140     | 35     | 14      | 4      | —          | —          | 42      | 18     | 1               | 0               | 197     | 57     |
| Liverpool        | 2025–26       | Premier League | 0       | 0      | 0       | 0      | 0          | 0          | 0       | 0      | 0               | 0               | 0       | 0      |
| Total carieră    | Total carieră | Total carieră  | 140     | 35     | 14      | 4      | 0          | 0          | 42      | 18     | 1               | 0               | 197     | 57     |

1. ↑  Include DFB-Pokal, FA Cup
2. ↑  Include EFL Cup
3. 1 2 3 4 5  Apariții în UEFA Europa League
4. ↑  Apariții în UEFA Champions League
5. ↑  Apariție în DFL-Supercup

### Națională
La meciul jucat pe 8 iunie 2025.
| Echipa națională | An    | Meciuri | Goluri |
| ---------------- | ----- | ------- | ------ |
| Germania         |       |         |        |
| 2021             | 4     | 0       |        |
| 2023             | 10    | 0       |        |
| 2024             | 15    | 6       |        |
| 2025             | 2     | 1       |        |
| Total            | Total | 31      | 7      |

## Palmares
Germania Sub-21
- Campionatul European de Fotbal Sub-21: 2021

### Premii individuale
- Medalia Fritz Walter Sub-19 de aur: 2022 [29]
- Medalia Fritz Walter Sub-17 de aur: 2020 [30]
- Jucătorul lunii din Bundesliga: septembrie 2021, octombrie 2023, decembrie 2023 [31]
- Echipa sezonului din Bundesliga: 2021–22 [32]
- Noul venit al sezonului VDV din Bundesliga: 2021–22 [33]
- Echipa sezonului VDV din Bundesliga: 2021–22 [33]
- Jucătorul tânăr al sezonului din UEFA Europa League: 2022–23 [34]